# تنام قصير المنقار
تنام قصير المنقار (الاسم العلمي: Crypturellus brevirostris) هو نوع من الطيور يتبع جنس التنام مخفي الذيل من فصيلة التنامية.